# Рейнгард Гадамарский
Рейнгард Гадамарский (лат. Reinhardus Hadamarius, собственно Рейнхард Лорих, нем. Reinhard Lorich) — немецкий философ и богослов XVI века.
Родился около 1500 года в городе Хадамар. Учился в Кёльне, затем в Виттенбергском университете, где в 1521 году защитил диссертацию магистра искусств и, вероятно, обратился в протестантизм. В 1527 году стал одним из профессоров-учредителей Марбургского университета, где до 1548 года преподавал поэзию, красноречие и педагогику. В 1539 году был ректором университета, несколько раз занимал пост декана философского факультета. Преподавал также в Хадамаре и Вецларе. После 1548 года перешёл от преподавательской работы к работе священника, в последний раз упоминается в 1553 году как пастор в Бернбахе.
Наиболее известны два труда Рейнгарда. Один — это книга «Психофармакон, то есть Лечение души» (лат. Psychopharmakon, hoc est: medicina animae; 1548), принадлежащая к традиции трактатов Ars Moriendi. Второй — это осуществлённая Рейнгардом переработка трактата Эразма Роттердамского «О приличии детских нравов» (1530), появившаяся в 1537 году: если поучение Эразма было адресовано конкретному принцу, то Рейнгард переделал его в правила поведения для всякого юношества, придав тексту привычную для эпохи форму катехизиса и внеся ряд собственных дополнений, включая новую главу «О правилах поведения в школе и во время чтения».